# Helge Brinkeback
Helge Ivar Brinkeback (ur. 14 kwietnia 1918 w Norrköping, zm. 14 czerwca 1983 w Norrköping) – szwedzki żużlowiec.

## Życiorys
Dwukrotny złoty medalista indywidualnych mistrzostw Szwecji (Sztokholm 1950, Sztokholm 1951). Czterokrotny medalista drużynowych mistrzostw Szwecji: dwukrotnie złoty (1949, 1951), srebrny (1950) oraz brązowy (1948).
Reprezentant Szwecji na arenie międzynarodowej. Uczestnik eliminacji indywidualnych mistrzostw świata (Linköping 1952 – IV miejsce w finale szwedzkim).
W lidze szwedzkiej reprezentant klubu Vargarna Norrköping (1948–1952).
W 1952 r. wystąpił w filmie Farlig kurva.